# Cantón de Houdain
El cantón de Houdain era una división administrativa francesa, que estaba situada en el departamento de Paso de Calais y la región de Norte-Paso de Calais.

## Composición
El cantón estaba formado por once comunas:
- Beugin
- Camblain-Châtelain
- Caucourt
- Estrée-Cauchy
- Fresnicourt-le-Dolmen
- Gauchin-Légal
- Hermin
- Houdain
- Maisnil-lès-Ruitz
- Ourton
- Rebreuve-Ranchicourt

## Supresión del cantón de Houdain
En aplicación del Decreto n.º 2014-233 de 24 de febrero de 2014, el cantón de Houdain fue suprimido el 22 de marzo de 2015 y sus 11 comunas pasaron a formar parte; nueve del nuevo cantón de Bruay-la-Buissière y dos del nuevo cantón de Auchel.